# نظام الدين أسير أدروي
نظام الدين أسير أدروي (بالأوردو: نظام الدین اسیر ادروی) (1926 - مايو 2021) باحث مسلم سني هندي، وكاتب سيرة ومؤرخ ومؤلف باللغة الأردية. أسس مدرسة دروس السلام في أدري، وشغل منصب المسؤول عن جمعية علماء الهند في لكهنؤ في الفترة من عام 1974 إلى عام 1978.
كان أسير من خريجي جامعة مفتاح العلوم. كان يدرس العلوم الإسلامية في مدرسة الجامعة الإسلامية. وتشمل أعماله: معاسير شيخ الإسلام، والسيرة الذاتية لحسين أحمد المدني.
توفي أسير في 20 مايو 2021 في أدري، ماو أتر برديش. أعرب أرشد مدني مدير دار العلوم ديوبند الحزن على وفاته، وقال إن «موت أسير أدروي خسارة لا تعوض».